# Бжидово (Ольштинський повіт)
Бжидово (пол. Brzydowo, нім. Seubersdorf) — село в Польщі, у гміні Свьонтки Ольштинського повіту Вармінсько-Мазурського воєводства.
Населення — 457 осіб (2011).
У 1975-1998 роках село належало до Ольштинського воєводства.

## Демографія
Демографічна структура станом на 31 березня 2011 року:
|          | Загалом | Допрацездатний вік | Працездатний вік | Постпрацездатний вік |
| -------- | ------- | ------------------ | ---------------- | -------------------- |
| Чоловіки | 233     | 50                 | 164              | 19                   |
| Жінки    | 224     | 43                 | 135              | 46                   |
| Разом    | 457     | 93                 | 299              | 65                   |